# 페라리 308 GTB/GTS
페라리 308 GTB(영어: Ferrari 308 GTB)와 페라리 308 GTS(영어: Ferrari 308 GTS)는 페라리에서 1975년부터 1985년까지 생산했던 스포츠카이다.

## 설계
308에는 별도의 차체가 있는 튜브 프레임이 있다. 308 GTB/GTS와 GT4는 기계적으로 유사했으며 오리지널 다이노와 많은 부분을 공유했다. 두 모델들은 동일한 튜브 플랫폼에 있지만 GT4(2+2)는 휠베이스가 더 길다. 엔진은 실린더 뱅크당 2개의 벨트 구동 오버헤드 캠샤프트가 있는 90도 구성의 V8이었다. 엔진 섬프 아래 및 뒤쪽에 있는 트랜스액슬 트랜스미션 어셈블리와 함께 장치에 가로로 장착되었다. 모든 모델은 완전 싱크로메시5단 "도그 레그" 수동 기어박스와 클러치식 슬립 제한 차동장치를 사용했다. 서스펜션은 이중 위시본, 동축 코일 스프링 및 유압 댐퍼, 양쪽 차축의 안티롤 바를 포함하여 완전히 독립적이었다. 4륜 통풍 디스크 브레이크도 장착되었다. 스티어링은 비보조 랙 앤 피니언이었다.
308의 차체는 데이토나, 다이노, 베를리네타 박서와 같은 페라리의 가장 유명한 형태를 담당했던 피닌파리나의 레오나르도 피오라반티가 디자인했다. 308은 이러한 모양의 요소를 사용하여 각진 베르토네가 디자인한 GT4와 매우 대조되는 무언가를 만들었다. GTS 모델은 새틴 블랙 마감 처리된 착탈식 루프 패널을 특징으로 하며 사용하지 않을 때는 시트 뒤의 비닐 덮개에 보관할 수 있다.